# مانگاتانو
مانگاتانو (به لاتین: Mangatano) یک منطقهٔ مسکونی در ماداگاسکار است که در ناحیه آنتسیرابه دو واقع شده‌است. مانگاتانو ۸٬۰۰۰ نفر جمعیت دارد و ۱٬۶۵۲ متر بالاتر از سطح دریا واقع شده‌است.